# Karel Hille
Karel Hille (17 februari 1945 – 14 november 2022) was een Nederlands journalist, televisieproducent, schrijver en tekstdichter. Hij begon zijn loopbaan bij lokale media en werkte later als journalist voor het weekblad Story. Daarnaast was hij liedtekstschrijver van nummers voor verschillende artiesten. In de jaren tachtig maakte hij enkele producties voor televisie. Als schrijver publiceerde hij enkele boeken en artikelen over showbizz, complottheorieën en paranormale thema's.

## Biografie
Hille maakte rond 1966 zijn eerste stappen in de journalistiek bij Het Vrije Volk in Amsterdam en het Nieuwsblad voor Castricum.
Sinds het eind van de jaren zestig schreef hij ernaast songteksten voor verschillende artiesten. Voor Mieke Telkamp schreef hij, liggend in bad, de tekst voor Waarheen, waarvoor, dat 24 weken in de Top 40 stond en later een klassieker is geworden tijdens begrafenissen. Het succes van het lied leidde tot een jarenlang conflict tussen hem en BumaStemra, omdat die organisatie geen royalty's vroeg voor muziek die gedraaid werd tijdens uitvaartplechtigheden. Daardoor zouden Telkamp en hij een fors bedrag misgelopen zijn.
Verder schreef hij de Nederlandse tekst voor enkele nummers van Reinhard Mey, zoals Als de dag van toen dat sinds 1999 elk jaar in de Top 2000 staat. Ook leverde hij teksten voor artiesten die aangesloten waren bij de platenmaatschappij EMI, waaronder voor Unit Gloria ten tijde van Robert Long (onder meer The Last Seven Days) en Christmas war voor The Cats (samen met Jaap Schilder).
In de jaren tachtig hield hij zich bezig met de complottheorie waarin niet Rudolf Hess maar diens dubbelganger zelfmoord zou hebben gepleegd in een Berlijnse gevangeniscel. Hille bracht over deze theorie een documentaire uit op de Nederlandse televisie.
In 1986 produceerde hij voor de TROS de televisiereeks Aan de hand van de meester. Het programma werd gepresenteerd door Willy Dobbe en de regie lag in handen van Paul Molijn. Aan de hand van de serie verscheen ook een reeks begeleidende boeken.
Als journalist werkte hij voor de wekelijkse roddelbladen Privé en Story. Naast het gebruikelijke repertoire hield hij af en toe een interview met een bekende politicus, waaronder premier Jan Peter Balkenende, premier Mark Rutte en Geert Wilders. Over gebeurtenissen die zich afspeelden rondom tv-programma's als Bananasplit en Big Brother publiceerde hij twee boeken. Ook was hij co-auteur van boeken, waaronder over Edwin de Roy van Zuydewijn.
Een thema dat na de eeuwwisseling verschillende malen terugkeert in zijn werk, is de paranormale wereld. In 2007 bracht hij een boek uit over drie Nederlandse waarzegsters, waaronder de winnares van het tv-programma Het zesde zintuig, Marchien Bakker. In 2013 volgde een boek met Paul van Bemmelen over de paranormale kunstenares Kiss Riemvis en in 2015 Over de zin van het leven... met gesprekken met Nederlanders die bekendstaan om hun uitgesproken mening.
Karel Hille overleed op 14 november 2022 in Spanje, waar hij woonde. Hij is 77 jaar oud geworden.